# Francisco Pérez
Francisco Pérez Sanchez, född 22 juli 1978 i Murcia, är en professionell spansk tävlingscyklist. Han blev professionell 2001 med Gresco-Tavira. Han tävlar för UCI ProTour-stallet Caisse d'Epargne sedan säsongen 2005.
Under säsongen 2004 stängdes spanjoren av i 18 månader efter att ha testat positivt för EPO under Romandiet runt 2003. Under tävlingen hade spanjoren vunnit två etapper.

## Karriär

### Början
Francisco Pérez Sanchez blev professionell med det portugisiska stallet Gresco-Tavira inför säsongen 2001, men lyckades inte göra några större resultat. Inför säsongen 2002 blev han anställd av det portugisiska stallet Porta da Ravessa. Under säsongen 2002 slutade han trea på den portugisiska tävlingen GP Abimota. Han vann etapp 3 på Porto-Lisboa, innan han tog två andra platser på etapp 1 och 5 av GP do Minho. Han slutade även tvåa i slutställningen av GP do Minho bakom schweizaren Fabian Jeker.

### Milaneza Maia
Inför säsongen 2003 bytte Francisco Pérez stall till det portugisiska Milaneza Maia och han fick köra vissa internationella tävlingar, utanför Portugals gränser. Han slutade tvåa på etapp 2 av Critérium International 2003 bakom fransmannen Laurent Brochard. Han vann etapp 1 av den portugisiska tävlingen GP International MR Cortez-Mitsubishi innan han slutade tvåa på etapp 2 och trea på etapp 3 av tävlingen. När GP International MR Cortez-Mitsubishi var över stod det klart att han hade vunnit den framför spanjorerna Angel Edo Alsina och Joan Horrach. Under året vann han, tillsammans med Laurent Dufaux, etapp 1 av Romandiet runt. Ensam vann Francisco Pérez också etapp 4 framför Eddy Mazzoleni och Fabian Jeker. Han slutade Romandiet runt på en tredje plats bakom Tyler Hamilton och Laurent Dufaux. Hamilton tog över ledningen från Francisco Pérez på den sista etappen. När Romandiet runt var över visade det sig att Francisco Pérez hade testats positivt för EPO två gånger under etapploppet och den portugisiska cykelförbundet valde att stänga av spanjoren under 18 månader, mellan 18 oktober 2003 - 17 april 2005. Det blev med andra ord inget tävlande för spanjoren under säsongen 2004.
Han fortsatte att tävla för Milaneza Maia när avstängningen var över. Den 23 april 2005 tog han sin första seger efter avstängningen när han vann etapp 1 av GP do Centro. Han slutade på andra plats på etapp 3, men lyckades i slutändan att ta hem segern framför Sergio Miguel Vieira Ribeiro. Francisco Pérez slutade tvåa på den spanska tävlingen Vuelta a Castilla y León bakom Carlos Garcia Quesada. På Clásica Internacional de Alcobendas y Villalba slutade han trea på etapp 1 bakom Pavel Tonkov och José Angel Gomez Marchante. Francisco Pérez slutade trea på etapp 3 av Vuelta Ciclista Asturias bakom Xavier Tondo och Eladio Jimenez. Senare samma år slutade han tvåa på etapp 3 av den portugisiska tävlingen Troféu Joaquim Agostinho - GP de Ciclismo de Torres Vedras innan han slutade på andra plats av etapp 3 under Volta a Portugal bakom Aleksandr Jefimkin, spanjorens sista tävling med Milaneza Maia. I augusti 2005 valde det spanska stallet Illes Balears-Caisse d'Epargne att anställa spanjoren och han lämnade Milaneza Maia-stallet efter Volta a Portugal, där han slutade på åttonde plats. Francisco Pérez första tävlingen med det nya stallet var Vuelta a España 2005.

### Caisse d'Epargne
I februari 2006 vann Francisco Pérez Sanchez den spanska tävlingen Clásica de Almería framför Ricardo Serrano och Adolfo Garcia Quesada. Han fick köra Giro d'Italia 2006 tillsammans med Caisse d'Epargne-stallet. På etapp 1, ett individuellt tempolopp, av Giro d'Italia slutade spanjoren på sjätte plats bakom Paolo Savoldelli, Bradley McGee, José Enrique Gutierrez, Stefan Schumacher och Serhij Hontjar. På etapp 14 av tävlingen slutade han på andra plats bakom colombianen Luis Felipe Laverde.
Under säsongen 2007 återvände spanjoren till podiet i Romandiet runt när han slutade etapp 1 på andra plats bakom Markus Fothen. Senare samma månad, i maj, slutade han tvåa på etapp 3 av Clásica Internacional de Alcobendas y Villalba bakom Alejandro Valverde. Francisco Pérez deltog i Tour de France 2007, men det var först i augusti som han återigen tog han en topp 3-placering när han slutade på andra plats på etapp 5 av Vuelta Ciclista a Burgos bakom vitryssen Vasil Kiryenka.
Under etapp 5 av Giro d'Italia 2008 slutade Francisco Pérez på en fjärde plats bakom Pavel Brutt, Johannes Fröhlinger och Luis Felipe Laverde. 
Han deltog också i Giro d'Italia 2009 men spanjoren lämnade tävlingen redan under etapp 4 med anledning av en krasch. Bättre gick det på Vuelta Ciclista a Murcia tidigare år 2009 där han slutade på nionde plats i slutställningen bakom Denis Mensjov, Rubén Plaza, Pieter Weening, Xavier Tondo, Jaime Rovira, Ezequiel Mosquera, Carlos Nozal och Laurens Ten Dam. Francisco Pérez slutade på sjätte plats på Challenge Mallorca. Han slutade också på tionde plats på Vuelta Ciclista a la Comunidad de Madrid. Spanjoren deltog i Vuelta a España 2009. Under tävlingen slutade han på sjätte plats på etapp 10 bakom Simon Gerrans, Ryder Hesjedal, Jakob Fuglsang, Aleksandr Vinokurov och Adam Hansen.